# 1811 en mathématiques
| Années des mathématiques : 1808 - 1809 - 1810 - 1811 - 1812 - 1813 - 1814    |
| Décennies des mathématiques : 1780 - 1790 - 1800 - 1810 - 1820 - 1830 - 1840 |

Cet article présente les faits marquants de l'année 1811 en mathématiques.

## Naissances

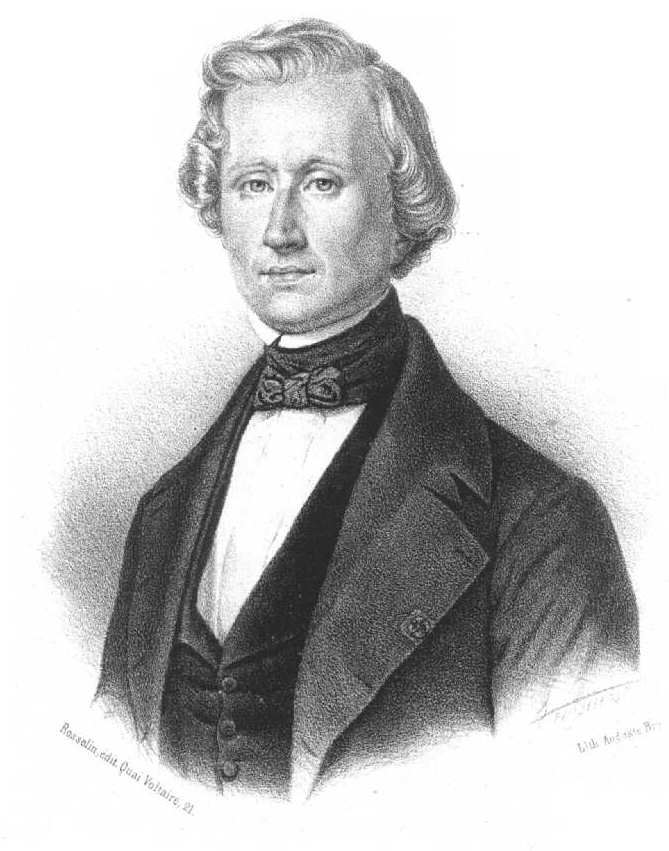
Urbain Le Verrier

- 2 janvier : Li Shanlan (mort en 1882), mathématicien chinois.

- 20 février : Gabriel Alcippe Mahistre (mort en 1860), mathématicien et mécanicien français.

- 11 mars : Urbain Le Verrier (mort en 1877), astronome et mathématicien français.

- 22 avril : Ludwig Otto Hesse (mort en 1874), mathématicien allemand.

- 7 août : Elias Loomis (mort en 1889), mathématicien et météorologue américain.

- 25 octobre : Évariste Galois (mort en 1832), mathématicien français.

## Décès
- 22 février : Auguste-Savinien Leblond (né en 1760), mathématicien français.

- 25 mars : Jan Frederik van Beeck Calkoen (né en 1772), astronome et mathématicien néerlandais.

- 18 septembre : Jean Trembley (né en 1749), mathématicien, philosophe et psychologue genevois.